# 堅下站
堅下站（日语：／ Katashimo eki */?）是位於大阪府柏原市大縣二丁目，近畿日本鐵道（近鐵）的大阪線車站。車站編號為「D16」。

## 歷史
- 1927年（昭和2年）7月1日 - 大阪電氣軌道八木線恩智站至高田站（現時為大和高田站）之間開通，此站啟用[1]。
- 1941年（昭和16年）3月15日 - 大阪電氣軌道與参宮急行電鐵合併，關西急行鐵道成立[1]。
- 1944年（昭和19年）6月1日 - 關西急行鐵道與南海鐵道（為南海電氣鐵道的前身）合併，成為近畿日本鐵道的車站[1]。
- 2007年（平成19年）4月1日 - 車站可以使用PiTaPa[2]。
- 2012年（平成24年）3月20日 - 成為區間準急停靠站。

## 車站構造
車站為地面車站，設有2面2線的相對式月台。閘口、大堂位於地底，月台位於地面。車站出入口位於月台兩側。月台可容納6卡車廂。
此站是由近鐵八尾站管理的有人車站。設有可使用PiTaPa、ICOCA的自動閘機和自動補票機（可支援回數卡及IC卡，以及IC卡增值功能）。

### 月台
| 月台 | 路線   | 上下行 | 方向                                                 |
| ---- | ------ | ------ | ---------------------------------------------------- |
| 1    | 大阪線 | 下行   | 河內國分、大和八木、伊勢志摩、名古屋方向             |
| 2    | 大阪線 | 上行   | 八尾、布施、大阪上本町、大阪難波、尼崎、神戶三宮方向 |

## 使用狀況
以下為近年度指定日期調查上下車人次列表。
- 2018年11月13日：3,821人
- 2015年11月10日：3,799人
- 2012年11月13日：3,854人
- 2010年11月9日：3,827人
- 2008年11月18日：3,981人
- 2005年11月8日：4,255人

## 車站周邊
- 柏原站 - JR西日本關西本線（大和路線）、近鐵道明寺線 - 以西約500米。
- 柏原市立柏原東小學（日语：柏原市立柏原東小学校）
- 柏原市立堅下小學（日语：柏原市立堅下小学校）
- 柏原市立柏原圖書館（日语：柏原市立図書館）
- 柏原堅下郵局
- 恩智川（日语：恩智川）
- 鐸比古鐸比賣神社（日语：鐸比古鐸比賣神社）

## 巴士路線
在車站西南邊約300米處，設有柏原市市內循環巴士「閃光號」的「文化中心前」巴士站。可免費乘搭，只限平日運行。巴士站鄰近柏原市文化中心。
- 國分、雁多尾畑方向

## 相鄰車站
近畿日本鐵道
 大阪線
■快速急行、■急行、■準急
通過
■區間準急、■普通
法善寺（D15）－堅下（D16）－安堂（D17）

## 註腳
1. 1 2 3  曾根悟（監修）. . 朝日百科週刊. 2號 近畿日本鐵道 1. 朝日新聞出版. 2010-08-22: 18–23. ISBN 978-4-02-340132-7 （日语）.
2. ↑   (pdf) (新闻稿). 近畿日本鐵道. 2007-01-30  [2016-03-09]. （原始内容存档 (PDF)于2016-08-07） （日语）.
3. ↑  駅別乗降人員 大阪線 （页面存档备份，存于）（日語） - 近畿日本鐵道

## 外部連結
- 堅下 - 近畿日本鐵道（日語）